# Capriano del Colle
Capriano del Colle es una localidad y comune italiana de la provincia de Brescia, región de Lombardía, con 3.857 habitantes.

## Evolución demográfica
| Gráfica de evolución demográfica de Capriano del Colle entre 1861 y 2001 |
|                                                                          |
| Fuente ISTAT - elaboración gráfica de Wikipedia                          |